# Muğanlı (Şərur)
Muğanlı è un comune dell'Azerbaigian situato nel distretto di Şərur. 